# Sistema Ox Bel Ha
El sistema Ox Bel Ha (del maya que significa "Tres Caminos del Agua"; corto Ox Bel Ha) es un sistema de cuevas en Quintana Roo, México. Es la cueva submarina explorada más larga del mundo y ocupa el secundo lugar, incluidas las cuevas secas. En mayo de 2017, la longitud estudiada es de 270.2 kilómetros de pasajes submarinos. Hay más de 140 cenotes en el sistema.

## Descubrimientos
El subsistema Naranjal es parte del Sistema Ox Bel Ha. Se han encontrado tres restos humanos prehistóricos dentro del subsistema. El cenote Jailhouse, o Las Palmas, es la entrada a las ubicaciones de las cuevas de Muknal y Las Palmas. El esqueleto de una mujer de 18 a 20 años, Eva de Naharon, (13454 ± 117 cal AP) fue descubierto en un lugar a unos 368 m de la entrada del cenote Jailhouse. El esqueleto de una mujer de 44 a 50 años, Las Palmas Lady (es) (8937 ± 203 cal BP) fue encontrado en un lugar a unos 2 km de la entrada del cenote Jailhouse. La cueva de Muknal, parte del subsistema de Naranjal, contenía los restos de un hombre de 40 a 50 años, el Abuelo de Muknal (9600 cal BP). A diferencia de los otros dos esqueletos del subsistema, el Abuelo de Muknal muestra evidencia de un entierro secundario. El análisis de estos esqueletos sugiere que Ox Bel Ha probablemente se usó como un sitio importante para el entierro ritual.

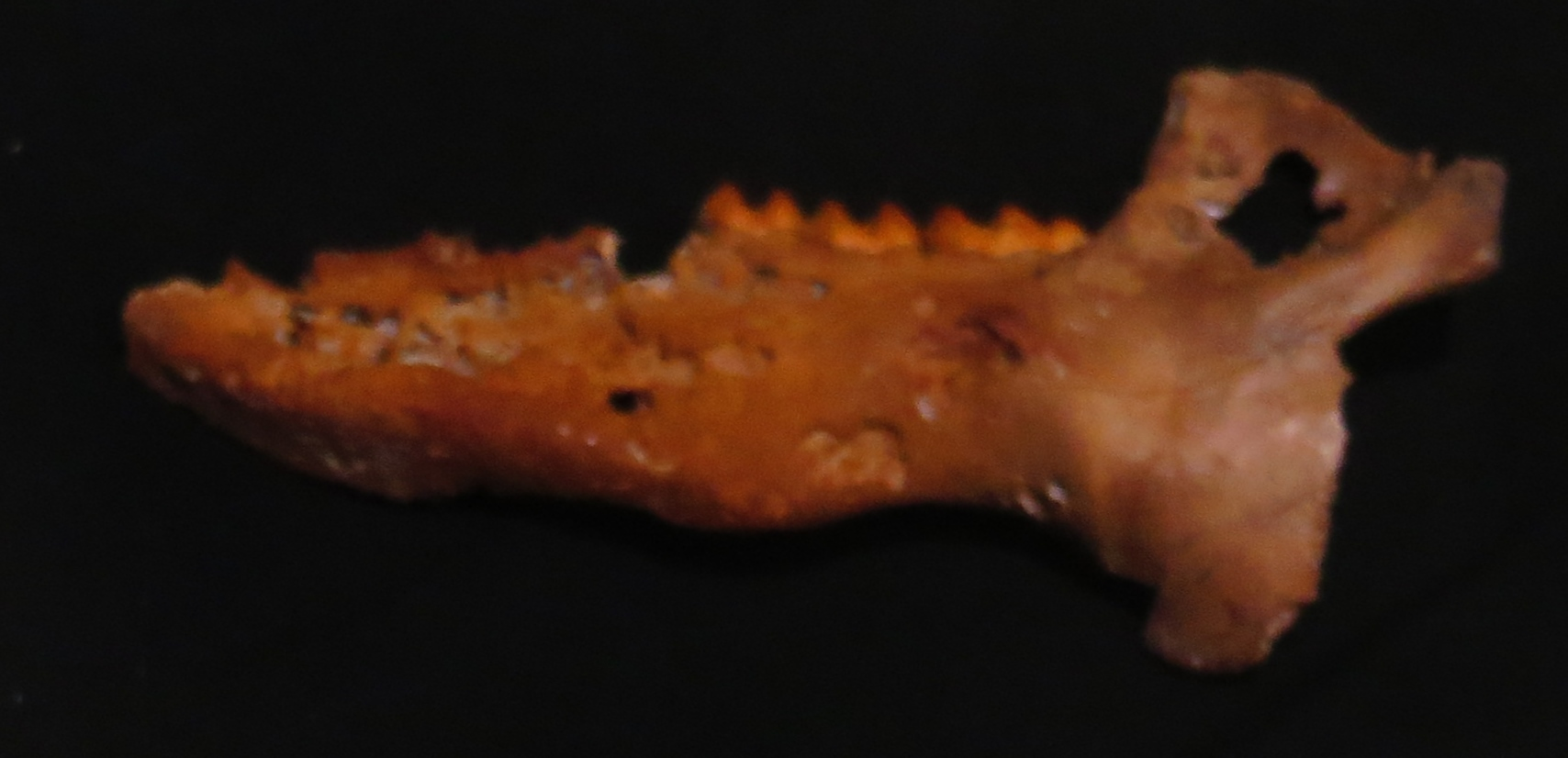
Mandíbula de Muknalia minima.

Un nuevo género y especie de pecarí extinto, Muknalia minima, fue identificado a partir de una mandíbula fósil encontrada en la cueva Muknal del sistema Ox Bel Ha. Sin embargo, posteriormente se reconoció que se trataba de un sinónimo más reciente del pecarí de collar.